# Privatkrankenanstalten-Finanzierungsfonds
Der Privatkrankenanstalten-Finanzierungsfonds (PRIKRAF) dient als öffentlich-rechtlicher Fonds der Finanzierung der Leistungen von derzeit 45 österreichischen bettenführenden privaten Krankenanstalten (PRIKRAF-Krankenanstalten).

## Geschichte und Rechtsgrundlagen
Der PRIKRAF geht auf die ASVG-Novelle 2001 zurück, in der die Führung privater Krankenanstalten dahingehend erleichtert wurde, dass prinzipiell Kostenersatz geleistet wird. Davor war das nur möglich, wenn die Aufnahme notwendig „und unaufschiebbar“ war. Dies bedeutete, in Privatkrankenhäuser konnte man zwar im Notfall eingeliefert werden, die Kosten der Behandlungen waren aber sonst nur für Privatversicherte gedeckt. Bestand kein solcher Versicherungsschutz, mussten sie selber getragen werden. Seither kommen auch Privatspitäler für die öffentliche Krankenversorgung im Gesundheitssystem in Österreich auf. Der Unterschied zwischen den modernen Privatkliniken und etwa den historisch entstandenen (ebenfalls privatrechtlichen) konfessionellen Krankenhäusern besteht hauptsächlich nur mehr darin, aus welchem Fonds sie finanziert werden.
In Folge wurde die Finanzierung auf dieselbe Basis gestellt, die für öffentliche Krankenhäuser bisher mit den Krankenanstaltenfonds erfolgte. Im Jahr 2002 wurde dann das Bundesgesetz über die Errichtung eines Fonds zur Finanzierung privater Krankenanstalten (PRIKRAF-Gesetz, BGBl. I Nr. 42/2002) erlassen, mit dem der Fonds eingerichtet und verfasst wurde. Mit der Gesundheitsreform 2005 wurde das PRIKRAF-Gesetz 2005 (BGBl. I Nr. 165/2004) neu veröffentlicht.
Die Beziehung zwischen Krankenkassen, Bund, Ländern (also der öffentlich-rechtlichen Krankenversorgung) und den Privatkrankenhäusern regelt der Gesamtvertrag, abgeschlossen zwischen der Wirtschaftskammer Österreich, Fachverband der privaten Krankenanstalten und Kurbetriebe, einerseits und dem Hauptverband der österreichischen Sozialversicherungsträger andererseits sowie jeweils Einzelverträge zwischen einer speziellen Krankenkasse und einem speziellen Spital. Die Dotierung des Fonds selbst regelt der Vertrag, abgeschlossen zwischen dem PRIKRAF einerseits und dem Hauptverband der österreichischen Sozialversicherungsträger andererseits.
Die Leistungen der Privatversicherung (freiwillige Zusatzversicherung) werden wie in anderen Fällen mit dem Patienten direkt verrechnet.

## Funktion und Aufgaben
Der PRIKRAF ist die Ausgleichstelle für die Leistungen der Privat-Krankenanstalten, für die eine Leistungspflicht der sozialen Krankenversicherung besteht. Die von den Privat-Krankenanstalten erbrachten Leistungen werden vom PRIKRAF nach den Regeln der leistungsorientierten Krankenanstaltenfinanzierung (LKF-Modell) überprüft und in weiterer Folge abgegolten. Finanziert wird der PRIKRAF durch die Krankenversicherungsträger.
Aufgaben sind:
- Die Abgeltung aller Leistungen von PRIKRAF-Krankenanstalten im stationären und tagesklinischen Bereich einschließlich der aus dem medizinischen Fortschritt resultierenden Leistungen, für die eine Leistungspflicht der Krankenversicherungsträger besteht. Während der stationären Pflege werden alle intra- oder extramuralen Untersuchungen oder Behandlungen durch die Fondsverrechnung abgegolten.
- Die Leistung von Pflegekostenzuschüssen[7] an Versicherte, die in einer PRIKRAF-Krankenanstalt behandelt wurden.
- Sonstige Aufgaben, die dem PRIKRAF durch Gesetze und Verordnungen übertragen werden.

## Organisation
Die Geschäftsstelle ist in der Geigergasse in Wien-Margareten.

### Fondskommission
Das oberste Organ ist die Fondskommission. In ihr sind vertreten (mit Anzahl der Vertreter):
- Wirtschaftskammer Österreich – Fachverband der privaten Krankenanstalten (5)
- Hauptverband der österreichischen Sozialversicherungsträger (3)
- Bundesministerium für Gesundheit (2 + 1 Aufsicht)
- Bundesländer (1)

Aufgaben der Fondskommission sind unter anderem Feststellung und Evaluierung der aus Fondsmitteln zu finanzierenden Leistungskapazitäten der Fondskrankenanstalten; Qualitätskriterien und die Abstimmung mit der gesamtösterreichischen Gesundheitsplanung; Festlegung des vorläufigen und endgültigen Punktewertes; Festlegung eines Kataloges von Pflichtverletzungen (Sanktionsstatut).

### Schiedskommission
Die Schiedskommission trifft Entscheidung von Streitigkeiten zwischen dem PRIKRAF und PRIKRAF-Krankenanstalten. Die entscheidet mit einem Bescheid. Mitglieder sind ein Vorsitzender und zwei Beisitzer.

## Kritik
In einem Gerichtsverfahren gegen Heinz-Christian Strache sagte der Zweitangeklagte Walter Grubmüller aus, die Privatkrankenhaus-Branche wäre ein abgeschlossenes System. Wer Leistungen über den Fonds mit den Krankenkassen verrechnen könne, gehört zum Klub, wer nicht, finde kaum Patienten. Nutznießer kann nur werden, wer per Gesetz in die Liste der PRIKRAF-Krankenanstalten aufgenommen wird und weiters im Rahmenvertrag zwischen dem Fachverband der privaten Krankenanstalten und Kurbetriebe der Wirtschaftskammer Österreich und dem Hauptverband der österreichischen Sozialversicherungsträger einen Einzelvertrag abschließen kann. Die Vorgänge um den Fonds waren auch Gegenstand des Ibiza-Untersuchungsausschusses.